# Hafsa
Hafsa – córka osmańskiego sułtana Selima I Groźnego i jego żony Ayşe Hafsy, z którą często jest mylona. Siostra Sulejmana Wspaniałego.

## Życiorys
Urodziła się w 1500 lub 1501 roku w Trabzonie, prawdopodobnie jako siostra bliźniacza Fatmy. W wieku ok. 16 lat wyszła za mąż za Cobana Mustafę Paszę, który był gubernatorem Egiptu. Pasza zmarł w 1529 roku podczas oblężenia Wiednia. Hafsa nigdy już nie wyszła za mąż, sama zaś po jego śmierci przeniosła się do Stambułu, przypuszczenia podają, że mogły to być takie miejsca jak: Topkapı, Stary Pałac, obrzeża Stambułu lub jedna z jej rezydencji. Zmarła 10 lipca 1538 roku i prawdopodobnie została pochowana w meczecie swojego ojca wraz z rodzicami.